# شون دكتور
شون دكتور (بالإنجليزية: Sean Doctor)‏ هو لاعب كرة قدم أمريكية أمريكي، ولد في 10 يوليو 1966.

## وصلات خارجية
- شون دكتور على موقع JustSportsStats.com (الإنجليزية)